# Bolivaritettix luchunensis
Bolivaritettix luchunensis är en insektsart som beskrevs av Liang, Youqing Chen, Lan-yin Chen och Qiao Li 2008. Bolivaritettix luchunensis ingår i släktet Bolivaritettix och familjen torngräshoppor. Inga underarter finns listade i Catalogue of Life.